# 安蒂·阿尔托
安蒂·阿尔托（芬蘭語：Antti Aalto，1975年3月4日—），芬兰男子冰球运动员，场上位置是前锋。他曾代表芬兰国家队参加2002年冬季奥林匹克运动会冰球比赛，获得第五名。